# Mordella javana
Mordella javana es una especie de coleóptero de la familia Mordellidae.

## Distribución geográfica
Habita en Java (Indonesia).